# Sejd Morad Chan
Sejd Morad Chan (zm. 1789 w Szirazie) – perski władca, ósmy szach z dynastii Zandów panujący od 23 stycznia do 10 maja 1789. Był członkiem sądu swego poprzednika Dżafara. W 1789 wraz z grupą zwoich zwolenników sprzysiągł się przeciw Dżafarowi i otruł go za pomocą przekupionej niewolnicy. Głowę Dżafara spiskowcy zrzucili z cytadeli. Po jego śmierci Sejd sam został kolejnym szachem, ale po upływie kilku miesięcy stracił władzę, gdy wojsko Lotfa Alego wstąpiło do Szirazu i zdobyło stołicę. Sejd musiał kapitulować i został zamordowany.

## Literatura
- Perry, John R., Karim Khan Zand A History of Iran 1747-1779, ISBN 0-226-66098-2, Univ. of Chicago Press, 1979, pg. 299
- Waring, Edward Scott, "A Tour to Sheeraz by the Route of Kazroon and Feerozabad", ISBN 1-4021-4338-9, Elibron Classics, 2005.